# Mistrzostwa Europy w Lekkoatletyce 1986 – pchnięcie kulą mężczyzn

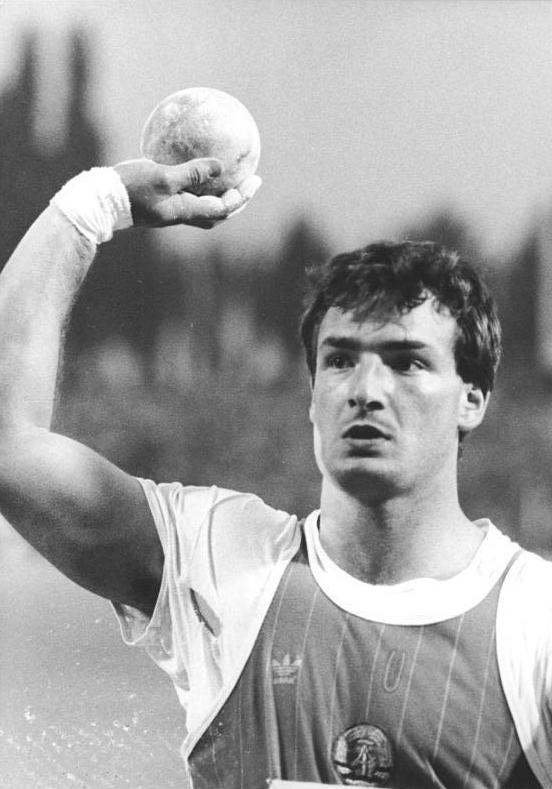
Ulf Timmermann

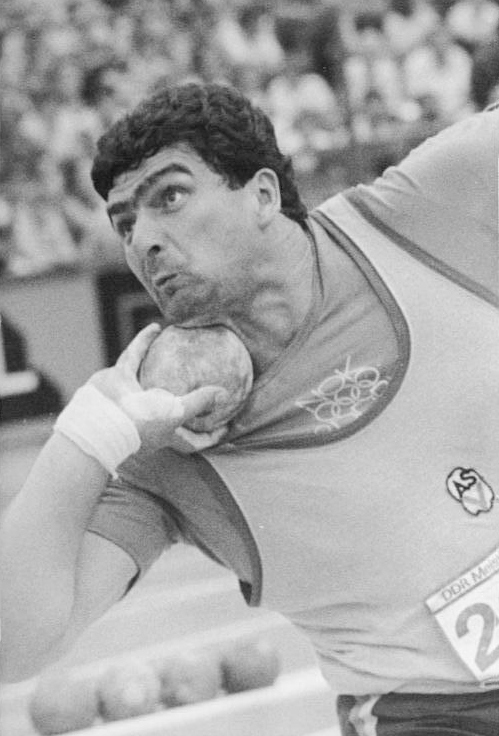
Udo Beyer

Pchnięcie kulą mężczyzn było jedną z konkurencji rozgrywanych podczas XIV mistrzostw Europy w Stuttgarcie. Kwalifikacje zostały rozegrane 27 sierpnia, a finał 28 sierpnia 1986 roku. Zwycięzcą tej konkurencji został reprezentant Szwajcarii Werner Günthör. W rywalizacji wzięło udział szesnastu zawodników z jedenastu reprezentacji.

## Rekordy
| Rekord świata     | Udo Beyer (GDR) | 22,64 | Berlin, NRD   | 20.08.1986 |
| Rekord Europy     | Udo Beyer (GDR) | 22,64 | Berlin, NRD   | 20.08.1986 |
| Rekord mistrzostw | Udo Beyer (GDR) | 21,50 | Ateny, Grecja | 09.09.1982 |

## Wyniki

### Kwalifikacje
Minimum kwalifikacyjne wynosiło 20,00 m. Do finału awansowali zawodnicy, którzy uzyskali minimum (Q) lub 12 miotaczy z najlepszymi wynikami (q).
| Pozycja | Zawodnik           | Państwo    | Wynik | Uwagi |
| ------- | ------------------ | ---------- | ----- | ----- |
| 1.      | Ulf Timmermann     | NRD        | 21,13 | Q     |
| 2.      | Werner Günthör     | Szwajcaria | 20,64 | Q     |
| 3.      | Udo Beyer          | NRD        | 20,61 | Q     |
| 4.      | Siergiej Smirnow   | ZSRR       | 20,40 | Q     |
| 5.      | Jan Sagedal        | Norwegia   | 20,38 | Q     |
| 6.      | Karsten Stolz      | Niemcy     | 20,34 | Q     |
| 7.      | Alessandro Andrei  | Włochy     | 20,27 | Q     |
| 8.      | Lars Arvid Nilsen  | Norwegia   | 19,94 | q     |
| 9.      | Georg Andersen     | Norwegia   | 19,64 | q     |
| 10.     | Udo Gelhausen      | RFN        | 19,62 | q     |
| 11.     | Vladimir Milić     | Jugosławia | 19,48 | q     |
| 12.     | Helmut Krieger     | Polska     | 19,19 | q     |
| 13.     | Jari Kuoppa        | Finlandia  | 18,93 |       |
| 14.     | Klaus Bodenmüller  | Austria    | 18,90 |       |
| 15.     | Janne Ronkainen    | Finlandia  | 18,82 |       |
| 16.     | Dimitrios Kutsukis | Grecja     | 18,77 |       |

### Finał
| Poz. | Zawodnik          | Reprezentacja | Próby | Próby | Próby | Próby | Próby | Próby | Wynik | Uwagi   |
| Poz. | Zawodnik          | Reprezentacja | 1     | 2     | 3     | 4     | 5     | 6     | Wynik | Uwagi   |
| ---- | ----------------- | ------------- | ----- | ----- | ----- | ----- | ----- | ----- | ----- | ------- |
| 01 ! | Werner Günthör    | Szwajcaria    | 21,58 | 22,22 | 21,62 | x     | 21,24 | x     | 22,22 | CR · NR |
| 02 ! | Ulf Timmermann    | NRD           | 20,89 | 20,02 | 21,84 | 21,45 | 20,57 | 21,43 | 21,84 |         |
| 03 ! | Udo Beyer         | NRD           | 20,70 | 20,41 | 20,41 | 20,67 | 20,10 | 20,74 | 20,74 |         |
| 4.   | Alessandro Andrei | Włochy        | 20,46 | 20,41 | 20,73 | 20,44 | 19,82 | 20,46 | 20,73 |         |
| 5.   | Lars Arvid Nilsen | Norwegia      | 18,05 | 20,45 | x     | 19,40 | 20,52 | x     | 20,52 |         |
| 6.   | Karsten Stolz     | Niemcy        | 19,47 | x     | 19,52 | 19,76 | 19,89 | 19,63 | 19,89 |         |
| 7.   | Vladimir Milić    | Jugosławia    | 18,96 | 19,76 | 19,32 | x     | 19,95 | 19,43 | 19,85 |         |
| 8.   | Udo Gelhausen     | RFN           | 19,43 | x     | x     | 18,90 | 19,17 | 19,76 | 19,76 |         |
| 9.   | Helmut Krieger    | Polska        |       |       |       |       |       |       | 18,53 |         |
| 10.  | Georg Andersen    | Norwegia      |       |       |       |       |       |       | 18,45 |         |
| –    | Jan Sagedal       | Norwegia      | x     | x     | x     |       |       |       | NM    |         |
| –    | Siergiej Smirnow  | ZSRR          |       |       |       |       |       |       | DNS   |         |